# Nationalkapitol von Kolumbien

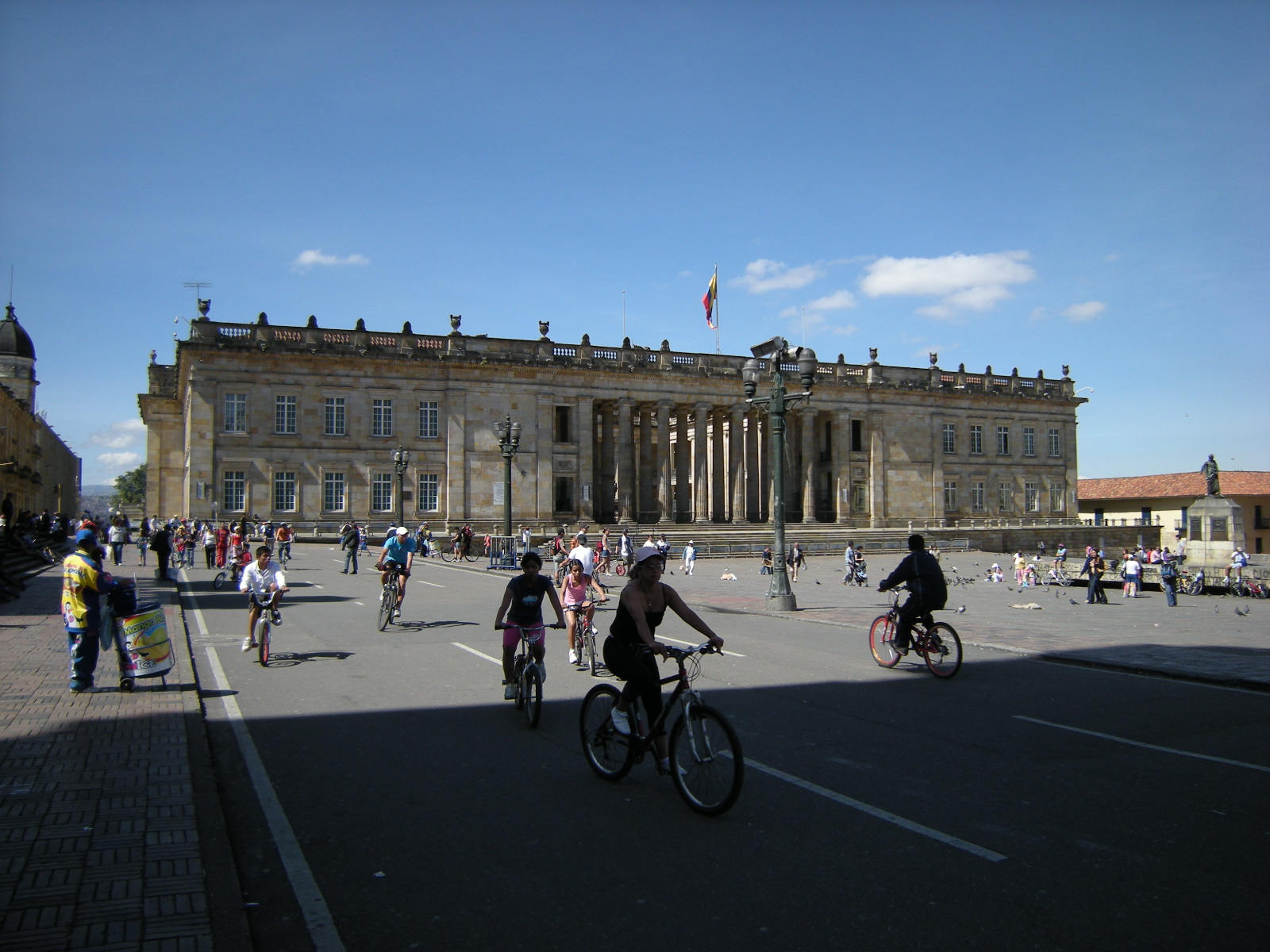
Außenansicht von der Plaza de Bolívar

Das Capitolio Nacional de Colombia (dt. Nationalkapitol von Kolumbien) ist ein historisches Gebäude auf der Plaza de Bolívar im Zentrum von Bogotá. Es beherbergt beide Häuser des Kongresses der Republik Kolumbien. Sein Bau wurde im Jahre 1846 im Auftrag des kolumbianischen Präsidenten Tomás Cipriano de Mosquera begonnen und 1926 fertiggestellt. Es wurde von dem dänischen Architekten Thomas Reed entworfen und 1975 zu einem nationalen Monument aufgewertet.
Das neoklassizistische Gebäude, mit Einflüssen der Renaissance, wurde mit hellem Stein errichtet und hat mehrere Generationen von Steinmetzen beschäftigt. Seine Vorderseite ist einfach und besteht aus einer Serie von geriffelten ionischen Säulen, angeordnet in drei Reihen von sechs Spalten. Den zentralen Block bestimmt der „Elliptische Saal“, Ort der Vollversammlung des Kongresses. In seinen Innenhöfen sind die Büsten der vormaligen Präsidenten der Republik, General Tomás Cipriano de Mosquera und Rafael Núñez, Verfasser des Textes der kolumbianischen Nationalhymne, aufgestellt.